# Carlo Pio di Savoia
Carlo Pio di Savoia, iuniore (né le 7 avril 1622 à Ferrare en Émilie-Romagne, et mort le 13 février 1689 à Rome) est un cardinal italien du XVIIe siècle. Il est un neveu du cardinal Carlo Emmanuele Pio (1604).

## Biographie
Carlo Pio est clerc de la chambre apostolique et trésorier général du Saint-Père, poste pour lequel il a payé 25 000 doppie.
Le pape Innocent X le crée cardinal lors du consistoire du 2 mars 1654. Il est légat apostolique à Urbino en 1654-1655 et élu évêque de Ferrare en 1655.
Le cardinal Pio est camerlingue du Sacré Collège en 1671-1672 et préfet de la "congrégation de la bonne gouvernance". Il participe au conclave de 1655, lors duquel Alexandre VII est élu pape, et à ceux de 1667 (élection de Clément IX), de 1669-1670 (élection de Clément X) et de 1676 (élection d'Innocent XI).

### Sources
- Ressources relatives à la religion :   - Catholic Hierarchy
  - Cardinals of the Holy Roman Church
- Notices dans des dictionnaires ou encyclopédies généralistes :   - Deutsche Biographie
  - Dizionario biografico degli italiani
  - Treccani
- Notices d'autorité :   - VIAF
  - ISNI
  - GND
  - Vatican